# Hugh McGuire
Hugh McGuire (* 24. Oktober 1937 in Glasgow; † 22. Februar 2009 in Birmingham) war ein schottischer Radrennfahrer.

## Sportliche Laufbahn
McGuire hatte einen ersten größeren Erfolg mit dem Gewinn der Tour of the North 1960, die er auch 1963 gewann. Als Mitglied der schottischen Nationalmannschaft belegte er beim Sieg von Bill Bradley im britischen Milk Race den 4. Rang. 1961 siegte er in der Tour of Scotland und gewann zwei Etappen im britischen Milk Race, das er auf dem 5. Platz beendete. 1962 startete er für Schottland in der Internationalen Friedensfahrt, schied in dem Etappenrennen aber aus. 1963 wurde er bei seinem zweiten Start 43., als er für das britische Team startete. Später bestritt er erfolgreich Seniorenrennen.

## Berufliches
McGuire war als Elektriker tätig, auch in den Jahren, als er als Unabhängiger startete.